# Comité de vigilance face aux usages publics de l'histoire
Le Comité de vigilance face aux usages publics de l'histoire (CVUH) est une association regroupant des historiens, fondée en France en juin 2005 par les universitaires Gérard Noiriel, Michèle Riot-Sarcey et Nicolas Offenstadt afin de veiller sur les usages publics de l'histoire à des fins mémorielles, notamment par les personnalités politiques.
Son action consiste en la publication de tribunes ou la participation à des émissions audiovisuelles lorsque surviennent des polémiques mémorielles, l'organisation également de journées d'études et ateliers, la coordination d'une collection des éditions Agone et la maintenance d'un site Internet proposant une veille sur les questions d'histoire et de mémoire.
Créée dans le sillage de l'affaire Olivier Grenouilleau et en opposition à la loi du 23 février 2005 reconnaissant le « rôle positif de la présence française outre-mer, en particulier en Afrique du Nord », l'association apparaît publiquement le 17 juin 2005 avec la publication de son manifeste. Contrairement au mouvement Liberté pour l'histoire, le CVUH ne s'oppose cependant pas aux lois mémorielles.

## Présentation
Le Comité de vigilance face aux usages publics de l'histoire est fondé en juin 2005, au moment du débat « sur les effets positifs de la colonisation » arqué autour de la loi portant reconnaissance de la Nation et contribution nationale en faveur des Français rapatriés. Elle est déclarée à la préfecture de police de Paris en février 2006.
Selon l'historien Sébastien Ledoux, le CVUH regroupe surtout, outre des enseignants du secondaires, des « historiens travaillant sur des objets de recherche marginalisés dans le champ académique (genre, immigration, esclavage, colonisation) ». Les historiens Jean-François Sirinelli et Yann Potin rappellent que les membres fondateurs sont ancrés à gauche ou l'extrême gauche, comme l'atteste le nom de l'association qui fait allusion au Comité de vigilance des intellectuels antifascistes de l'entre-deux-guerres.

## Présidents
- 2005-2009 : Gérard Noiriel
- 2009-2010 : Catherine Coquery-Vidrovitch[8]
- 2010-2011? : Laurence De Cock[réf. souhaitée]
- 2011-2015 : Laurent Colantonio[9]
- Depuis 2017 : Natacha Coquery[10]

## Prises de positions
Le refus de condamner les lois mémorielles ne visant pas directement à régenter le travail de l'historien a conduit le CVUH à s'opposer régulièrement à Liberté pour l'histoire, autre mouvement d'historien présidé par René Rémond puis Pierre Nora, né fin 2005 à la suite d'une plainte déposée par un collectif d'outremer contre Olivier Pétré-Grenouilleau et qui réclame la suppression de toutes les lois mémorielles. Le CVUH a notamment critiqué en 2008 l'ouvrage publié par CNRS Éditions Liberté pour l'histoire (dirigé par Pierre Nora et Françoise Chandernagor) et l'« Appel de Blois » diffusé par ce mouvement à l'occasion des Rendez-vous de l'histoire.
Se pensant donc comme un intellectuel collectif, le comité ne dénie pas la légitimité en soi aux « lois mémorielles » qui peuvent apparaître comme des déclarations d'une société sur elle-même, et qui, en ce sens, s’inscrivent dans la logique du fonctionnement démocratique.
Selon le politologue Johann Michel, le CVUH, en ne s'opposant pas en bloc aux lois mémorielles, fait montre d'« une préférence pour le régime mémoriel victimaire et anticolonialiste (et donc une volonté de déconstruction du mythe ou du roman national), une antipathie pour les lois mémorielles de « droite » et, réciproquement, une sympathie pour les lois mémorielles de « gauche » ».

## Activités

### Journées d'études et ateliers
Une journée d'études est tenue par le CVUH à la Sorbonne le 4 mars 2006.

### Édition
La CVUH participe à l'élaboration des ouvrages de la collection « Passé & présent » des Éditions Agone. Ces ouvrages reprennent l'objectif affiché du CVUH : « alerter les citoyens à propos des détournements éventuels de la recherche historique et de réfléchir à la place et à la fonction de celle-ci dans notre société ». Les droits d'auteurs de la collection étant pour moitié dévolus au CVUH, « Passé et présent » joue un rôle important dans le financement de l'association. En avril 2017, six titres étaient parus et un septième était prévu pour le mois d'août :
1. À quoi sert « l’identité nationale », par Gérard Noiriel, octobre 2007  (ISBN 9782748900804).
2. Comment Nicolas Sarkozy écrit l’histoire de France, dirigé par Laurence De Cock, Fanny Madeline, Nicolas Offenstadt et Sophie Wahnich, avril 2008  (ISBN 9782748900934).
3. Enjeux politiques de l’histoire coloniale, par Catherine Coquery-Vidrovitch, mai 2009  (ISBN 9782748901054).
4. La Fabrique scolaire de l’histoire : Illusions et désillusions du roman national, dirigé par Laurence De Cock et Emmanuelle Picard, septembre 2009  (ISBN 9782748901061).
5. Pour quoi faire la Révolution, par Jean-Luc Chappey, Bernard Gainot, Guillaume Mazeau, Frédéric Régent et Pierre Serna, mars 2012  (ISBN 9782748901610).
6. Conversation sur la naissance des inégalités, par Christophe Darmangeat, février 2013  (ISBN 9782748901818).
7. La Fabrique scolaire de l’histoire II, dirigé par Laurence De Cock, août 2017  (ISBN 9782748903355). Deuxième édition, entièrement revue, de La Fabrique scolaire de l'histoire.